# Carlos Alfredo Sánchez
Carlos Alfredo Sánchez (El Progreso, Honduras, 22 de agosto de 1990) es un futbolista hondureño,  juega como lateral izquierdo y su equipo actual es el C. D. Olimpia de la Liga Nacional de Honduras.

## Trayectoria
Fue formado por Platense Junior.
Prosiguió su carrera con las reservas del Platense, pero no alcanzó a debutar de manera profesional. Para comienzos de 2011, a raíz de sus bajas oportunidades de juego con el cuadro selacio, se concretó su traspaso al Marathón, uno de los cuatro equipos grandes del fútbol hondureño. Allí debutó y, de igual forma, convirtió su primera anotación el 13 de marzo de 2011, contra su exequipo Platense, en la victoria a domicilio de 2 a 1. Durante su primer torneo —Clausura 2011—, el cuadro verdolaga alcanzó las semifinales, pero cayó derrotado contra Olimpia. Su estancia en Marathón concluyó con siete juegos disputados y una anotación convertida.
Para el Torneo Apertura 2012 no entró en los planes del técnico uruguayo Manuel Keosseian y, como consecuencia de ello, quedó fuera de la institución verdolaga. De esta forma, reforzó al Honduras Progreso, con el cual tuvo grandes campañas que le permitieron al club ascender a la Liga Nacional a mediados de 2014. Debutó con el cuadro arrocero en primera división el 2 de agosto de 2014, en el histórico triunfo de 2 a 0 sobre el Olimpia. Finalizó el Torneo Apertura 2014 con 18 juegos disputados y 1 gol convertido.
El 23 de diciembre de 2014 fue anunciado su fichaje por el Real España, equipo con el que firmó contrato de un año. Realizó su debut con el cuadro aurinegro, de la mano del técnico costarricense Javier Delgado, el 17 de enero de 2015 durante el empate de 1 a 1 contra Victoria, en el marco de la primera jornada del Torneo Clausura 2015. Sin embargo, ante el regreso de Hernán Medford, Sánchez terminó siendo relegado a la suplencia. Finalizado el torneo, con la llegada del uruguayo Miguel Falero a la dirección técnica del club, su contrato fue rescindido y, por tal razón, retornó al Honduras Progreso.
El 10 de junio de 2015 se confirmó su regreso al Honduras Progreso. Durante el Torneo Apertura 2015, bajo la dirección técnica de Héctor Castellón, luego de superar en la final al Motagua, el cuadro arrocero se consagró campeón de la Liga Nacional de Honduras. Como consecuencia de esto, el Honduras Progreso clasificó a la Concacaf Liga Campeones 2016-17. Sánchez, durante el mencionado torneo, vio acción en tres juegos (incluido el histórico triunfo de 2 a 1 sobre los Pumas UNAM).
El 13 de junio de 2018 firmó un contrato de dos años con el Motagua.

## Selección nacional
Ha sido internacional con la Selección de fútbol de Honduras en tres ocasiones. Debutó el 11 de febrero de 2015 durante un amistoso contra la Selección de Venezuela disputado en la ciudad de Barinas. El 16 de junio de 2017 fue convocado por Jorge Luis Pinto para la Copa de Oro 2017.

### Participaciones en Copa de Oro
| Copa             | Sede           | Resultado        | Part. | Goles |
| ---------------- | -------------- | ---------------- | ----- | ----- |
| Copa de Oro 2017 | Estados Unidos | Cuartos de final | 3     | 0     |

## Clubes
| Club                       | País     | Año         | Part. | Goles |
| -------------------------- | -------- | ----------- | ----- | ----- |
| C. D. Marathón             | Honduras | 2011 - 2012 | 7     | 1     |
| C. D. Honduras Progreso    | Honduras | 2012 - 2014 | 18    | 1     |
| Real C. D. España (cesión) | Honduras | 2015        | 12    | 0     |
| C. D. Honduras Progreso    | Honduras | 2015 - 2018 | 106   | 17    |
| F. C. Motagua              | Honduras | 2018 - 2019 | 16    | 0     |
| C. D. S. Vida              | Honduras | 2020 - 2022 | 72    | 6     |
| C. D. Olimpia              | Honduras | 2022 -      | 10    | 1     |

## Palmarés

### Campeonatos nacionales
| Título               | Club                    | País     | Año  |
| -------------------- | ----------------------- | -------- | ---- |
| Apertura del Ascenso | C. D. Honduras Progreso | Honduras | 2013 |
| Clausura del Ascenso | C. D. Honduras Progreso | Honduras | 2014 |
| Torneo Apertura      | C. D. Honduras Progreso | Honduras | 2015 |
| Torneo Apertura      | F. C. Motagua           | Honduras | 2018 |
| Torneo Clausura      | F. C. Motagua           | Honduras | 2019 |

### Distinciones individuales
| Distinción                                          | Año  |
| --------------------------------------------------- | ---- |
| Jugador más valioso de la Liga Nacional de Honduras | 2015 |